# 元泊村

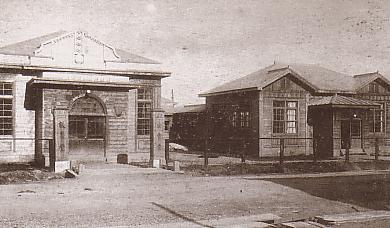
元泊町公所

元泊村（日语：／ Motodomari mura */?）是日本統治下的樺太廳的已不存在的一村。名稱來自阿伊努語的「mo-tomari」（平靜的港灣）。